# 굽타 왕조의 군주 목록
굽타 제국(319–550 CE)은 고전기 인도의 힌두 제국이었다. 그 제국은 3세기 말에 스리굽타에 의해 세워졌지만, 왕조의 실질적인 설립자는 찬드라굽타 1세로 여겨진다. 제국은 550년까지 지속되었으며, 제국의 몰락 요인들은 훈족의 침략, 왕조 해체, 세금, 내부 반란, 그리고 지방 분권이었다.
굽타 제국은 범인도 제국으로서, 한 때 인도 아대륙의 대부분을 차지했었다. 찬드라굽타 1세, 사무드라굽타, 찬드라굽타 2세 그리고 스칸다굽타는 굽타 제국의 가장 강력한 황제들이었다.

## 역대 군주
| 군주                          | 군주 | 재위              | 비고 |
| ----------------------------- | ---- | ----------------- | --- |
| 스리굽타                      |      | 3세기 후반        | 왕조의 창시자. |
| 가토트카차                    |      | 280/290년 ~ 319년 | |
| 찬드라굽타 1세                |      | 319년 ~ 335년     | 그의 칭호 마하라자디라자("대왕중왕")은 그가 왕조의 첫 번째 황제였음을 암시한다. 현대 역사가들 사이에서 널리 인정되는 이론은 리차비 공주 쿠마라데비와의 결혼이 그의 정치적 권력을 확장하는데 도움이 되었다는 것이지만 그가 어떻게 그의 작은 조상 왕국을 제국으로 바꾸었는지는 확실하지 않다.                                                                              |
| 사무드라굽타                  |      | 335년 ~ 375년     | 그는 인도 북부의 여러 왕을 무찌르고 그들의 영토를 제국에 병합했다. 그는 또한 인도의 남동쪽 해안을 따라 행진하여 멀리 팔라바 왕국까지 진격했다. 또한 그는 여러 국경 왕국과 부족 과두국을 정복했다. 그의 제국은 서쪽의 라비강에서 동쪽의 브라마푸트라강까지, 북쪽의 히말라야 산기슭에서 남서쪽의 중앙 인도까지 확장되었다. 남동쪽 해안을 따라 여러 통치자가 그의 지류였다. |
| 카챠                          |      | 4세기 중반        | 라이벌 형제/왕, 강탈자일 가능성이 있는 그를 통치자로 증명하는 동전이 있다. 사무드라굽타와 동일인일 가능성이 있다. |
| 라마굽타                      |      |                   | |
| 찬드라굽타 2세 비크라마디티야 |      | 375년 ~ 415년     | 그의 아버지 사무드라굽타의 확장 정책을 계승: 역사적 증거에 따르면 그가 서사트라프를 무찌르고 서쪽의 인더스강 에서 동쪽의 벵골 지역까지, 북쪽의 히말라야 산기슭에서 남쪽의 나르마다강까지 굽타 제국을 확장했다. |
| 쿠마라굽타 1세 마헨드라디티야 |      | 415년 ~ 455년     | 그는 서쪽의 구자라트에서 동쪽의 벵골 지역에 이르는 상속된 영토에 대한 통제권을 유지한 것으로 보인다. |
| 스칸다굽타                    |      | 455년 ~ 467년     | 그는 굽타 가문의 몰락한 재산을 회복시켰다고 하며, 이는 그의 전임자의 말년 동안 제국이 아마도 푸샤미트라족이나 후나족에 대항하여 반격했을 수 있다는 주장으로 이어졌다. 그는 일반적으로 마지막 굽타 명군으로 간주된다. |
| 푸루굽타                      |      | 467년 ~ 473년     | |
| 쿠마라굽타 2세                |      | 473년 ~ 476년     | |
| 부다굽타                      |      | 476년 ~ 495년     | 그는 카나우지의 통치자들과 긴밀한 관계를 유지했으며 그들은 함께 북부 인도의 비옥한 평야에서 알촌훈을 물리치려고 했다. |
| 나라심하굽타                  |      | 495년 ~ 530년     | |
| 쿠마라굽타 3세                |      | 530년 ~ 540년     | |
| 비슈누굽타                    |      | 540년 ~ 550년     | |

## 같이 보기
- 굽타 제국
- 후굽타 왕조
- 인도 중왕국
- 마가다의 군주 목록